# Pseudolasius pheidolinus
Pseudolasius pheidolinus är en myrart som beskrevs av Carlo Emery 1887. Pseudolasius pheidolinus ingår i släktet Pseudolasius och familjen myror. Inga underarter finns listade i Catalogue of Life.